# Teshebs
Teshebs (del ruso: Тешебс) es un seló del ókrug urbano de Gelendzhik del krai de Krasnodar, en el sur de Rusia. Está situado a orillas del río Teshebs, que desemboca en el mar Negro en Arjipo-Ósipovka, 49 km al sureste de Gelendzhik y 84 km al sur de Krasnodar.
Pertenece al municipio Arjipo-Ósipovski.

## Transporte
La localidad se halla en las carreteras M4 Don Moscú-Novorosíisk y M27 Novorosíisk-frontera abjasa, que comparten calzada en este tramo.